# Matej Rojec
Matej Rojec (6 de julio de 1989) es un deportista esloveno que compitió en remo. Ganó una medalla de bronce en el Campeonato Mundial de Remo de 2012, en la prueba de cuatro scull.

## Palmarés internacional
| Campeonato Europeo | Campeonato Europeo | Campeonato Europeo | Campeonato Europeo |
| Año                | Lugar              | Medalla            | Prueba             |
| ------------------ | ------------------ | ------------------ | ------------------ |
| 2012               | Varese (Italia)    | Medalla de bronce  | Cuatro scull       |